# Hyles vespertilio
Hyles vespertilio is een vlinder uit de familie van de pijlstaarten (Sphingidae). De wetenschappelijke naam van de soort werd in 1780 gepubliceerd door Eugen Johann Christoph Esper.